# Lusajo Mwaikenda
Lusajo Elukaga Mwaikenda (ur. 27 października 2000 w Kyela) – tanzański piłkarz grający na pozycji środkowy obrońcy. Od 2021 jest zawodnikiem klubu Azam FC.

## Kariera klubowa
Swoją karierę piłkarską Mwaikenda rozpoczął w klubie Azam FC. W sezonie 2019/2020 zadebiutował w nim w tanzańskiej pierwszej lidze. W sezonie 2020/2021 grał w KMC FC, a w 2021 wrócił do Azam FC.

## Kariera reprezentacyjna
W reprezentacji Tanzanii Mwaikenda zadebiutował 23 marca 2022 roku w wygranym 3:1 towarzyskim meczu z Republiką Środkowoafrykańską, rozegranym w Dar es Salaam. W 2024 roku powołano go do kadry na Puchar Narodów Afryki 2023. Nie rozegrał w nim żadnego meczu.